# Battaglia di Mergentheim
La battaglia di Mergentheim, o battaglia di Herbsthausen, si svolse il 2 maggio 1645 a Herbsthausen, nella Germania sud-occidentale, nel corso della fase francese della guerra dei trent'anni. Vi furono coinvolti l'esercito francese al comando del visconte di Turenne e quello imperiale al comando di Franz von Mercy. I francesi furono duramente sconfitti.
La battaglia si svolse durante una fase del conflitto favorevole alla coalizione franco-svedese; circa due mesi prima, l'esercito svedese al comando di Lennart Torstenson aveva inflitto una dura sconfitta agli imperiali nella battaglia di Jankov. Anche l'esercito francese al comando di Turenne partecipò alla fase offensiva, ma, nell'intraprendere l'avanzata dal fiume Reno al fiume Tauber, mancò nel predisporre le necessarie precauzioni.
Dopo avere inizialmente respinto con successo le forze nemiche al comando di von Mercy, Turenne disperse le proprie truppe per agevolare la raccolta dei rifornimenti; il comandante avversario colse l'occasione e sferrò un attacco improvviso contro i francesi impreparati, presso Mergentheim. Turenne subì una dura sconfitta, e la sua fanteria fu virtualmente annientata; egli fu costretto a ritirarsi precipitosamente in Assia, dove venne soccorso da Luigi II di Borbone, detto il Gran Condé.